# 鉄板に恋をして
鉄板に恋をして（てっぱんにこいをして）は、ABCテレビが制作し2006年1月28日に放送（関西ローカル）されたテレビドラマ。
放送局と広告代理店の電通により、ドラマのストーリー中に商品の宣伝を連動させる試みである。番組中にコマーシャルは放映されなかったほか、劇中で登場した商品を購入できるようテレビショッピングを兼ねた構成がとられた。

## 出演
- リョウタ - 忍成修吾
- チヒロ - 梅宮万紗子
- リエ - 優木まおみ
- マチコ - 井上晴美
- トモオ - 上地雄輔
- 小倉優子（本人役） - 小倉優子
- 池田香織
- 古宮基成
- 山下九

## スタッフ
- 監督 - 石山貴康
- 脚本 - 塩沢航
- ブレーン - 山領由紀、松本えり子、村山なおこ
- 企画 - 杉谷透洋・松下洋幸・佐々木真司（ABC）、小川比佐子・林明夫・内布麻紀・早田眞・吉田勝美・隅田深・白川潤・谷澤良治・伊藤弘和（電通）
- プロデュース - 森山浩一（ABC）、棚田清高・浅野崇（T&M）
- 美術協力 - テレビ朝日クリエイト、テレフィット、松竹衣裳
- 制作協力 - T&M
- 制作著作 - 朝日放送（ABC）